# 瓦倫丁岩頭長頷魚
瓦倫丁岩頭長頜魚，為輻鰭魚綱骨舌魚目象鼻魚科的其中一種，分布於非洲剛果共和國Likouala河流域，體長可達7.7公分，棲息在底層水域，生活習性不明。